# Sabine Petzl

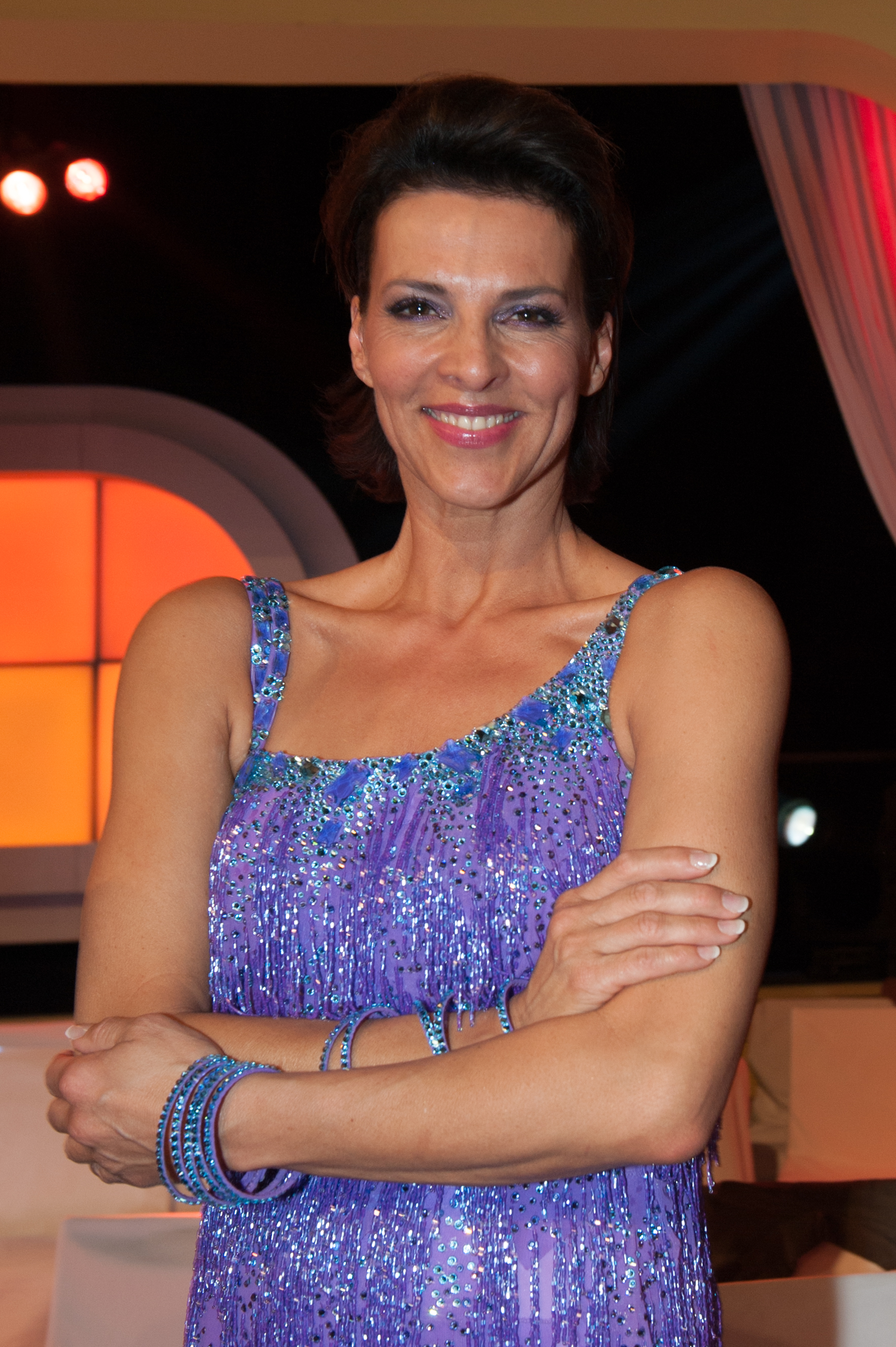
Sabine Petzl 2016

Sabine Petzl (Wenen, 9 augustus 1965) is een Oostenrijkse actrice. Ze speelde onder andere in Kommissar Rex, Medicopter 117 en Siska.

## Filmografie
- 1994: Kommissar Rex (televisieserie)
- 1994-1995: Dr.Stefan Frank (televisieserie)
- 1995-1996: So ist das Leben! Die Wagenfelds (televisieserie)
- 1996: Die Unzertrennlichen (film)
- 1996: Wildbach (televisieserie)
- 1997-2002: Medicopter 117 – Jedes Leben zählt (televisieserie)
- 1998: Siska (televisieserie)
- 1998: Schlosshotel Orth (televisieserie)
- 1999: Nikola (televisieserie)
- 1999-2000: Zwei Männer am Herd (televisieserie)
- 2000: Der Alte (televisieserie)
- 2001: Reise des Herzens (film)
- 2001-2002: Frisch gekocht ist halb gewonnen (TV-Magazin)
- 2002: Die Dickköpfe (film)
- 2005: Siska (televisieserie)
- 2007-heden: Küstenwache (televisieserie)

## Theater
- 1993/94: Theaterfestspiele Berndorf
- 1998: Theater Drachengasse, Wenen
- 2002: Theater in der Josefstadt, Wenen
- 2003: Sommerfestspiele Mödling

## Trivia
Sabine Petzl heeft een zoon.
- Bibliothèque nationale de France: cb16672516q (data)
- Gemeinsame Normdatei: 1171934815
- International Standard Name Identifier: 0000 0001 3283 7073
- Library of Congress Control Number: no2020006873
- Virtual International Authority File: 297342264